# Грабельки мальвові
Грабельки мальвовидні, грабельки мальвові (Erodium malacoides (L.) L'Hér.) — вид рослин родини геранієві (Geraniaceae). Етимологія: грец. μαλακός — «м'який» грец. εἶδος — «схожість, подібність».

## Опис
Однорічна або дворічна трав'яниста рослина. Стебла до 80 см, прямовисні, більш-менш густо запушені. Листки 10–80 × 8–60 мм, подовжено яйцеподібні, з волосками. Зонтики з 3–7 квітками. Пелюстки 4,5–7 мм, майже рівні, фіолетові. Цвіте з січня по травень (червень).

## Поширення
Північна Африка: Алжир; [п.] Єгипет [п.]; Лівія [п.]; Туніс. Азія: Кіпр; Іран; Ірак; Ізраїль; Йорданія; Ліван; Сирія; Туреччина; Туркменістан; Пакистан. Кавказ: Вірменія; Азербайджан. Європа: Україна [вкл. Крим]; Албанія; Хорватія; Греція [вкл. Крит]; Італія [вкл. Сардинія, Сицилія]; Франція [вкл. Корсика]; Португалія [вкл. Мадейра]; Гібралтар; Іспанія [вкл. Балеарські острови, Канарські острови]. Широко натуралізований в деяких інших країнах.

## Галерея

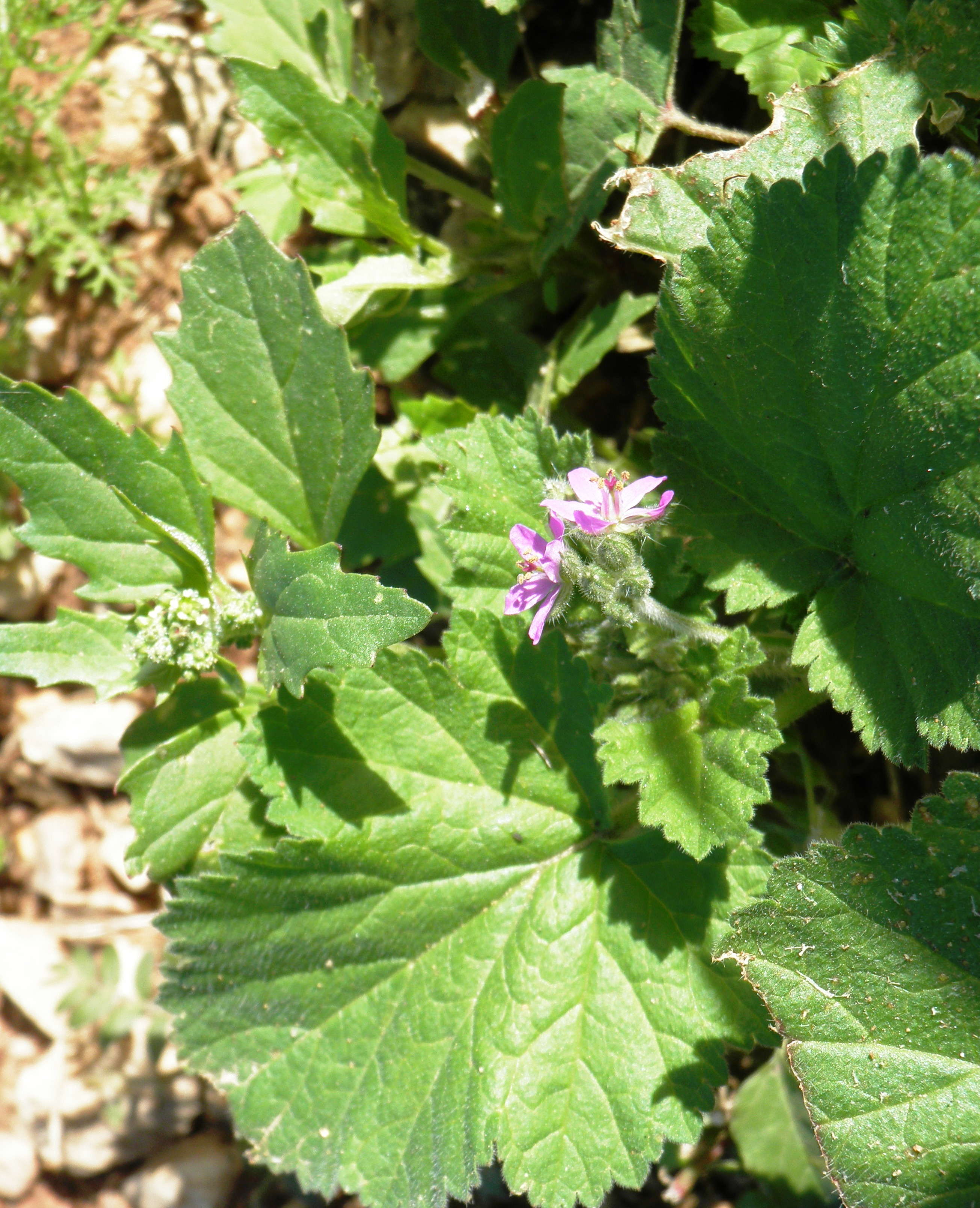
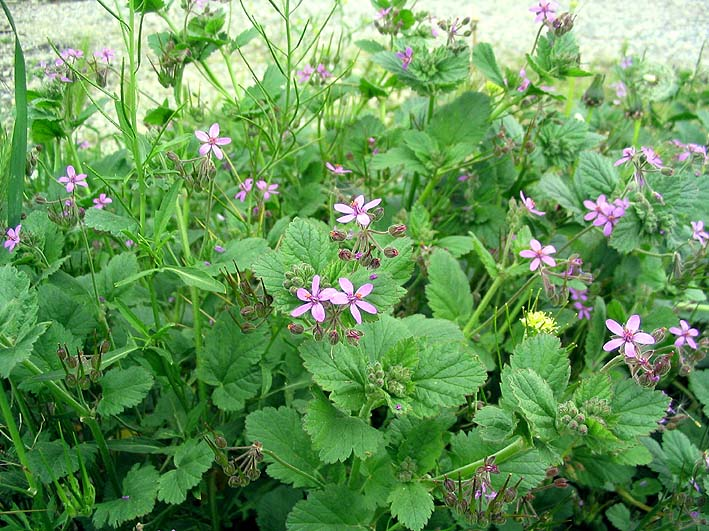
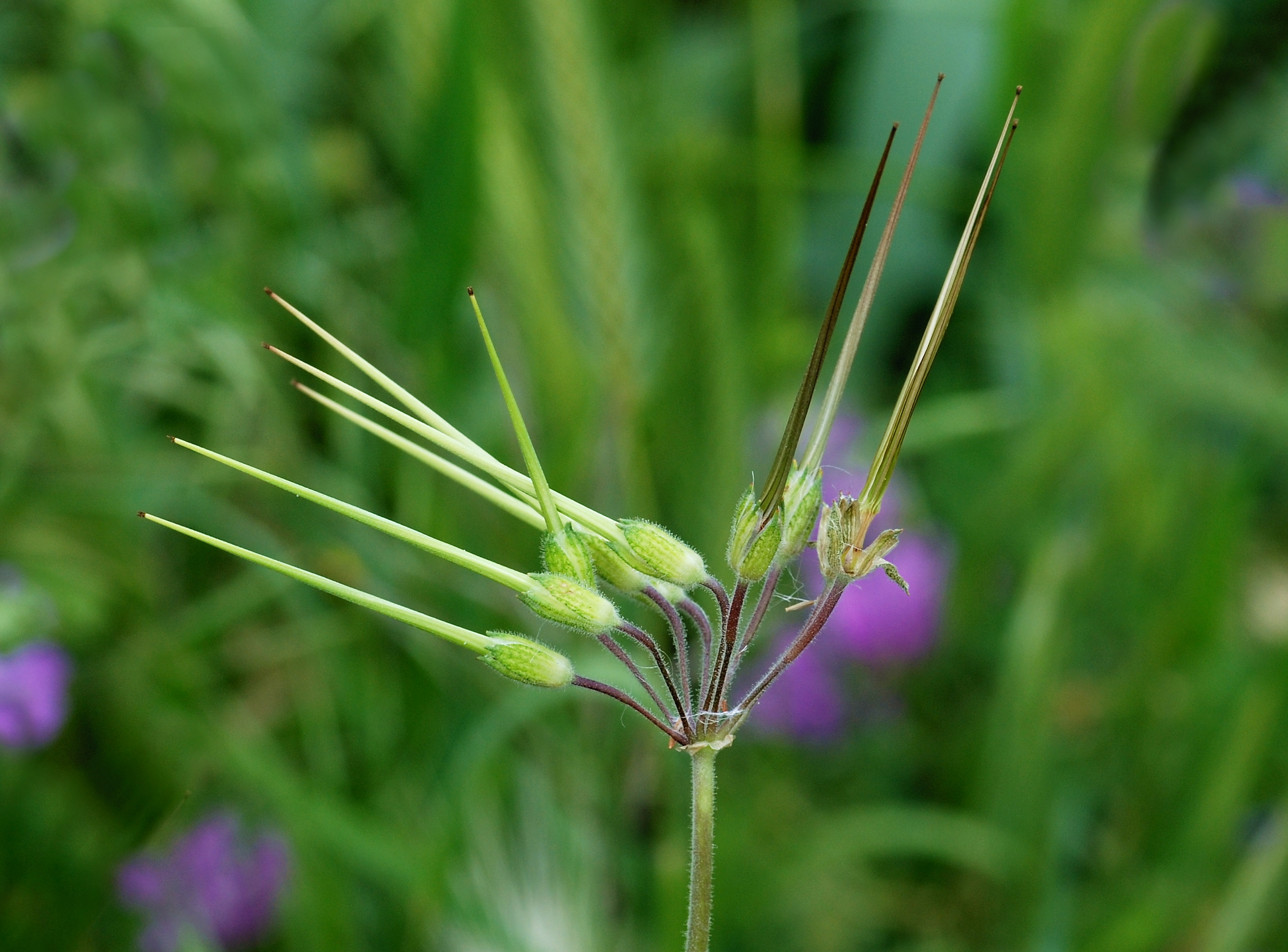